# 于之輻
于之辐（1677年5月14日—？年），字聖泉，四川順慶府營山縣人。清朝政治人物，同進士出身。
康熙三十二年（1693年）癸酉科鄉試二十七名舉人。康熙三十九年（1700年）庚辰科春秋房中式會試第20名，殿試三甲第85名进士。康熙五十年六至六十年（1717—1721年）任湖南麻阳县知县，不久，即升常德府知府，再调宝庆府知府。在任期间有功績。著有《圣泉诗集》。